# ディートマー・バルチュ

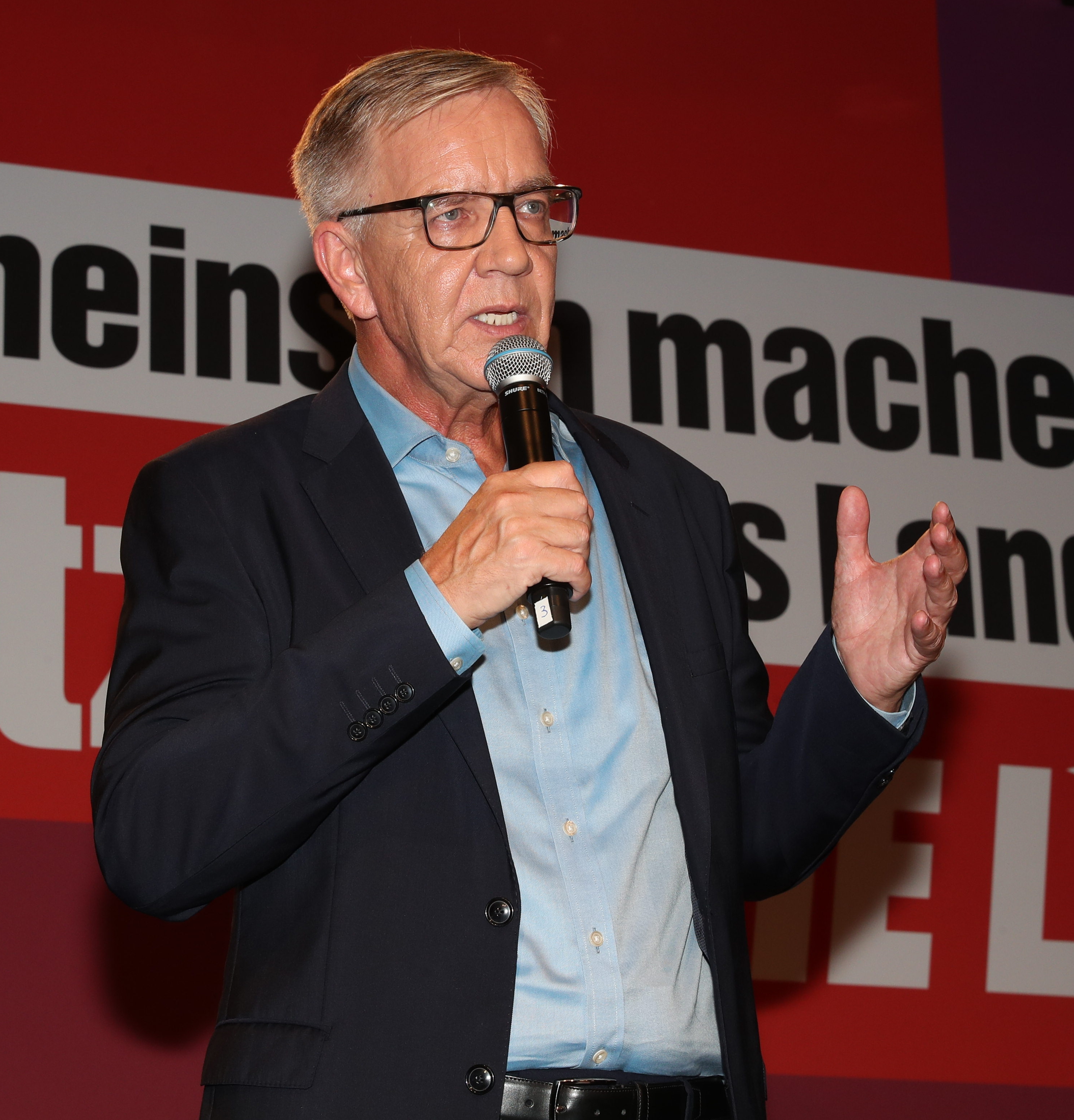
ディートマー・バーチュ（2021）

ディートマー・ゲルハルト・バルチュ（ドイツ語: Dietmar Gerhard Bartsch、1958年3月31日 - ）は、ドイツの政治家。左翼党所属の連邦議会議員。
左翼党の議員団長を、2015年から2019年まではザーラ・ヴァーゲンクネヒトと、2019年からはアミラ・モハメッド・アリと共同で務めている。2017年連邦議会選と2021年連邦議会選には左翼党の筆頭候補として立候補した。

## 経歴
1976年にアビトゥーアを取得し拡張型上級学校を卒業した後 、1978年まで、当時の国家人民軍第40航空突撃連隊で兵役に就いた。
1978年にベルリン経済大学に入学し、1983年に経済学の学位を取得して卒業した。卒業後は、自由ドイツ青年団の機関紙であるユンゲ・ヴェルトで働きはじめた。
1986年から1990年まで、モスクワのソ連共産党社会科学アカデミーで学び博士号を取得。 1990年3月には、ユンゲ・ヴェルトにマネージングディレクターとして戻った。

## 政治経歴
1977年にドイツ社会主義統一党（SED）に入党。1991年から1997年まで、民主社会党（PDS）の連邦財務担当者を務めた。
2011年に、左翼党の党首選に立候補する意向を表明。 2012年6月の左派党大会で党首選が実施され、バルチュは251票を獲得したが、対立候補のベルント・リークシンガーが297票を獲得し党首の座を逃した。

## 連邦議会議員

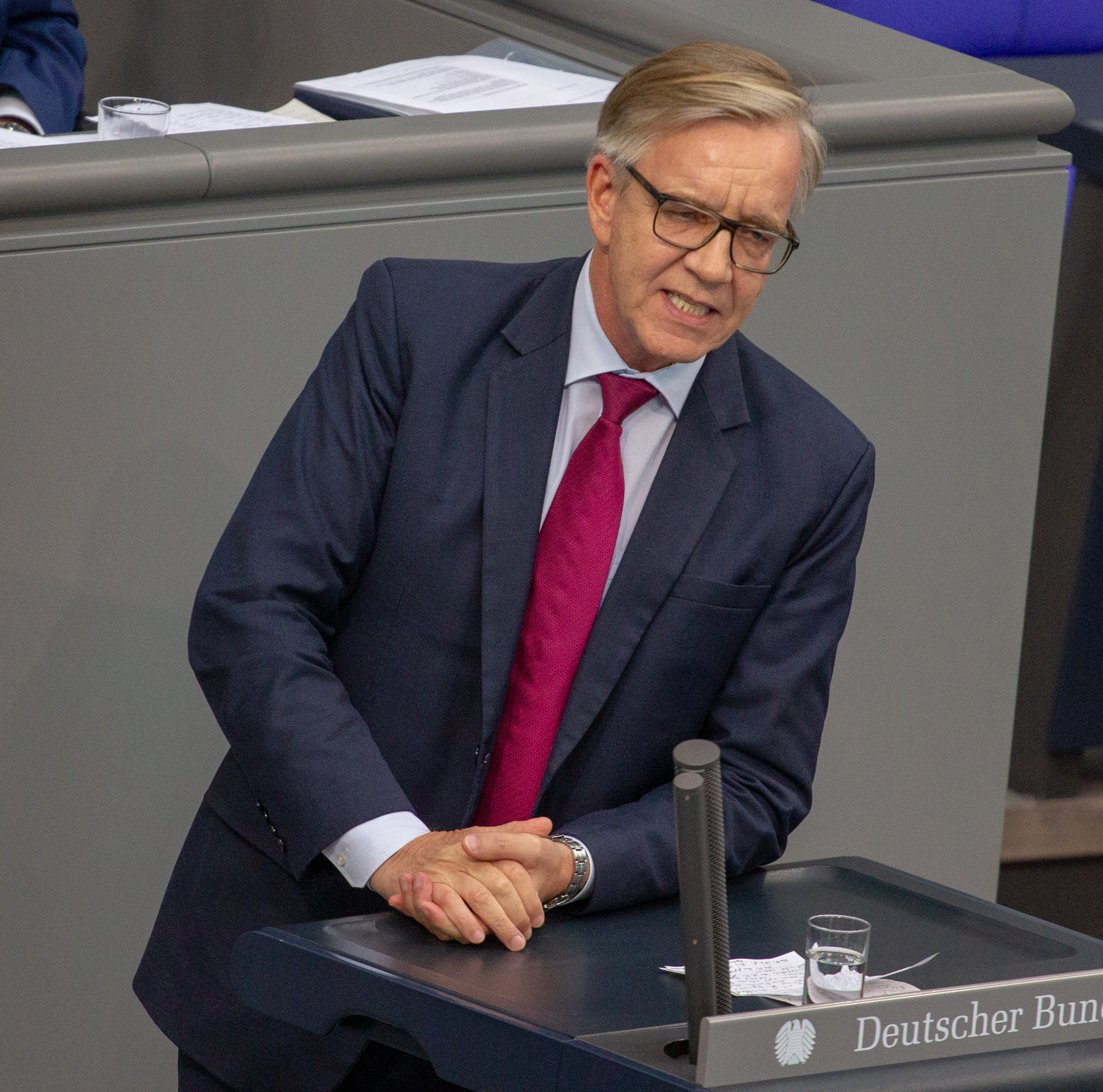
ディートマー・バルチュ（2019年）

1998年から2002年まで、そして2005年からドイツ連邦議会議員を務める。
2012年1月に、連邦憲法擁護庁の監視対象となっている左翼党の連邦議会議員27人のうちの1人であると発表された。